# Krytron
Ne doit pas être confondu avec klystron.

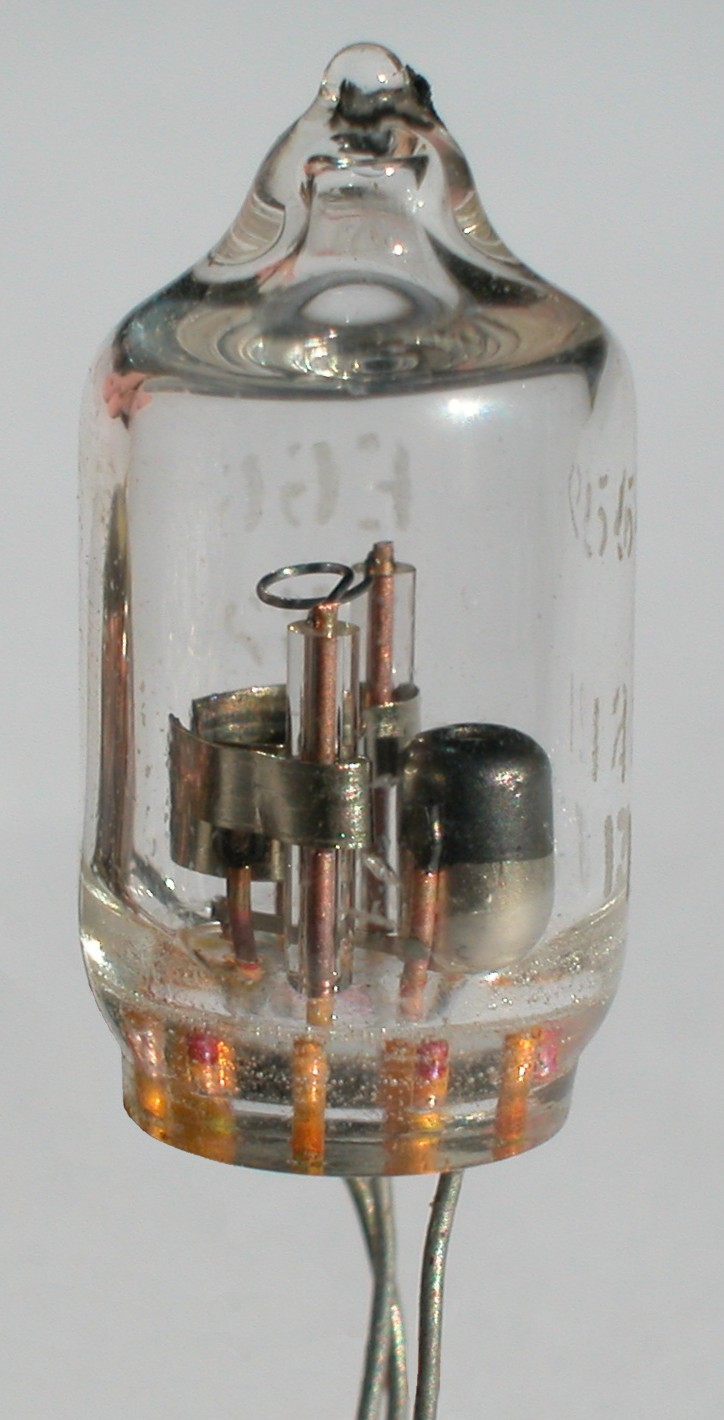
Krytron KN2 fabriqué par EG&G (environ 25 mm de haut)

Un krytron est un tube électronique (plus précisément un tube à gaz à cathode froide) utilisé comme interrupteur à très grande vitesse, proche du thyratron, surtout connu pour son utilisation lors de l'allumage de détonateurs dans les armes nucléaires, même s'il a aussi des usages industriels, comme l'allumage de lampes à hautes puissances ou de lasers.
Il se compose d'un tube de verre scellé avec quatre électrodes. Une impulsion de déclenchement est envoyée sur la grille de contrôle pour allumer le tube, ce qui permet la circulation d'un fort courant entre la cathode et l'anode. Il existe une version vide, appelée krytron à vide ou sprytron.
Le krytron a été développé à la fin des années 1940, mais est toujours très utilisé et fermement contrôlé par les gouvernements qui le possèdent, même s'il a fait l'objet de plusieurs tentatives de contrebande au cours de l'Histoire.

## Histoire
Le krytron a été développé par EG&G Corporation à la fin des années 1940.
En raison de son utilisation potentielle comme déclencheur d'armes nucléaires, l'exportation de krytrons est étroitement réglementée. Un certain nombre de cas de contrebande ou de tentative de contrebande de krytrons ont été rapportés, à mesure que les pays cherchant à développer des armes nucléaires ont tenté de s'en fournir pour mettre à feu leurs bombes. C'est le cas, par exemple, en 1983, lorsque trois Pakistanais sont arrêtés à l'aéroport de Houston, alors qu'ils s'apprêtent à embarquer pour Islamabad avec cinquante krytrons destinés au programme nucléaire pakistanais. Celui-ci étant secret, le président Muhammad Zia-ul-Haq prétendra qu'ils étaient destinés à l'éclairage public. Un autre cas connu est l'affaire Richard Kelly Smyth : celui-ci est soupçonné d'avoir, en 1985, aidé Arnon Milchan à effectuer 15 envois en Israël, pour un total de 810 krytrons. 469 de ceux-ci ont par la suite été restitués, Israël affirmant que les 341 krytons restants ont été "détruits au cours d'essais".
Dans le futur, des interrupteurs optiques à état solide basés sur du diamant sont envisagés comme successeurs potentiels des krytrons.

## Spécificités
Contrairement à la plupart des autres interrupteurs à tube à gaz, le krytron effectue la connexion au moyen d'un arc de décharge, afin de pouvoir gérer de très hautes tensions et de très fortes intensités (plusieurs kilovolts et plusieurs kiloamperes), là où les thyratrons n'utilisent qu'un courant de décharge luminescente à faible intensité. Le krytron est un développement des éclateurs et des thyratrons, développés à l'origine pour les émetteurs radar au cours de la Seconde Guerre mondiale.
Les gaz utilisés dans les krytrons sont l'hydrogène, des gaz nobles comme le krypton, ou un mélange obtenu par ionisation de Penning.
Il contient un peu de nickel radioactif (Ni-63).

## Fonctionnement
Un krytron a quatre électrodes. Les deux premières sont les anodes et cathodes habituelles. La troisième est une veilleuse (keep alive sur l'image) située à proximité de la cathode. Elle est maintenue à une faible tension positive, ce qui provoque l'ionisation d'un petit volume de gaz près de la cathode. L'anode est connectée en permanence à une source de haute tension, mais le krytron ne devient conducteur que lorsqu'une impulsion positive est envoyée à l'électrode de déclenchement, la grille de contrôle (Grid sur l'image). Cette impulsion provoque l'ionisation du gaz, permettant l'apparition de l'arc de conduction entre anode et cathode, qui peut transporter un courant fort.
Cette grille de contrôle est généralement enroulée autour de l'anode, ne laissant qu'une petite ouverture vers le haut.
À la place ou en plus de la grille de contrôle, certains krytrons peuvent contenir une petite quantité de matières radioactives (généralement moins de 5 microcuries ou 180 kBq de nickel-63), qui émet des particules bêta (électrons à haute vitesse) pour faciliter l'ionisation. La source de rayonnement sert à augmenter la fiabilité de l'allumage et de la veilleuse.
Le gaz remplissant le krytron permet, par ionisation, de neutraliser la charge d'espace, ce qui permet le passage de forts courants à basse tension. La mise sous tension de la veilleuse permet de former un plasma pré-ionisé, ce qui peut raccourcir l'arc de temps de formation de 3 à 4 ordres de grandeur par rapport aux tubes non pré-ionisés, en supprimant le temps requis par l'ionisation du milieu lors de la formation de l'arc chemin.
L'arc électrique est autonome : une fois que le tube est mis en route, il est conducteur jusqu'à ce que l'intensité descende en deçà d'une valeur donnée pendant une période donnée (Par exemple, moins de 10 milliampères pendant plus de 100 microsecondes pour les krytrons KN22).
Les krytrons et les sprytrons sont activés par un courant à haute tension reçu d'un condensateur à décharge via un transformateur à seuil de déclenchement, d'une manière similaire à la façon dont les ampoules de flash photographique sont allumées. Il existe des appareils intégrant un krytron et un transformateur à seuil de déclenchement.

## Performances
Bien que leur conception date de la fin des années 1940, les krytrons sont toujours capables de performances en impulsion avec lesquelles même les semi-conducteurs les plus évolués ne peuvent rivaliser (y compris les IGBT). Krytrons et sprytrons sont capables de supporter des impulsions à haute tension et haute intensité, avec des temps de commutation extrêmement rapides, et une gigue très faible entre l'impulsion et le déclenchement.
Les krytrons peuvent commuter des courants d'intensité s'élevant jusqu'à 3000 ampères, et des tensions atteignant les 5000 volts. Des temps de commutation inférieurs à une nanoseconde peuvent être atteints, avec un délai entre l'impulsion de déclenchement et la commutation de l'ordre de 30 nanosecondes. La gigue peut être inférieure à 5 nanosecondes. La tension de déclenchement requise est de l'ordre de 200 à 2000 volts ; des tensions plus élevées peuvent permettre de diminuer le délai de commutation jusqu'à un certain point. La durée de commutation peut être légèrement raccourcie par l'augmentation du temps de montée de l'impulsion de déclenchement. Un même krytron fournira des performances identiques pour des impulsions de déclenchement identiques (faible gigue). L'intensité de la veilleuse varie de quelques dizaines à quelques centaines de microampères. Le taux de répétition des impulsions peut varier d'une par minute à des dizaines de milliers à la minute.
La durée de commutation est indépendante des conditions (température, accélération, vibrations, etc.). Toutefois, la veilleuse est plus sensible, ce qui peut nécessiter l'utilisation d'une source radioactive pour aider à son allumage.
Les krytrons ont une durée de vie limitée, allant, selon le type, de quelques dizaines de milliers à des dizaines de millions d'opérations de commutation, mais elle est parfois de quelques centaines d'opérations seulement.
Les sprytrons présentent un temps de commutation légèrement plus rapide que les krytrons.
Dans certains cas, des thyratrons à hydrogène peuvent être utilisés en remplacement de krytrons.
Les krytrons et sprytrons capables de supporter des tensions supérieures à 2 500 V et des intensités supérieures à 100 A, avec des délais de commutation de moins de 10 microsecondes, sont considérés comme aptes au déclenchement d'armes nucléaires.

## Applications
Les krytrons et leurs variantes sont utilisés dans divers appareils industriels et militaires. Ils sont surtout connus pour leur utilisation lors de l'allumage de détonateurs à fil explosant et détonateurs à percuteur (en) dans les armes nucléaires, leur application d'origine, qui se fait soit directement (il s'agit alors le plus souvent de sprytrons) soit en déclenchant des éclateurs de forte puissance.Ils sont également utilisés pour déclencher des thyratrons, de gros flashs dans les photocopieurs, des lasers ou d'autres appareillages scientifiques, ainsi que pour déclencher des amorceurs pour les explosifs industriels. L'un des principaux fabricants de krytrons est PerkinElmer.

## Sprytrons
Un sprytron, également appelé krytron à vide ou TVS, pour triggered vacuum switch en anglais, est un krytron utilisant le vide au lieu d'un remplissage de gaz. Les sprytrons sont prévus pour une utilisation dans des environnements présentant des niveaux élevés de rayonnements ionisants, qui pourraient déclencher accidentellement un krytron classique. Cette variante est également mieux protégée des interférences électromagnétiques que les krytrons classiques à gaz.
Les sprytrons n'ont ni électrode veilleuse, ni source radioactive de pré-ionisation. L'impulsion de déclenchement doit donc être plus forte que pour un krytron. Les sprytrons peuvent supporter des courants plus élevés que les krytrons, qui sont plutôt utilisés pour le déclenchement d'un interrupteur secondaire, comme, par exemple, un éclateur, tandis que les sprytrons sont généralement utilisés en connexion directe.
L'impulsion de déclenchement doit être beaucoup plus intense que pour un krytron, car, comme il n'y a pas de gaz pré-ionisé pour servir de conducteur, il faut générer un arc sous vide entre la cathode et l'anode. L'arc électrique se forme d'abord entre la cathode et la grille de contrôle, puis une rupture se produit entre la zone de la grille l'anode.
Les sprytrons sont conçus à vide poussé, généralement 0.001 Pa. Comme le kovar et d'autres métaux sont partiellement perméables à l'hydrogène, en particulier au cours du dégazage à 600 °C effectué avant la mise sous vide, toutes les surfaces métalliques extérieures des sprytrons doivent être plaquées d'une couche épaisse (25 micromètres ou plus) d'or doux. Le même procédé de métallisation est également utilisé pour d'autres types de tubes électroniques.
Les sprytrons sont souvent conçus de façon similaire aux trigatrons (en), avec une grille de contrôle sur le même axe que la cathode. Dans ce cas, la grille est formée par métallisation de la surface intérieure d'un tube d'alumine. L'impulsion de déclenchement l'embrasement de cette surface, qui libère des électrons et vaporise le matériau de la surface de décharge dans l'espace entre les électrodes, ce qui permet la formation d'un arc à vide, et donc la fermeture du circuit. Ce temps d'activation rapide permet l'émission d'électrons lors de la décharge de déclenchement, ainsi que d'électrons secondaires éjectés de l'anode à au démarrage de l'opération de commutation ; toutefois les matériaux vaporisés se déplacent trop lentement pour jouer un rôle quelconque. Pour faciliter le renouvellement de la commutation, un revêtement spécial peut être appliqué sur la surface située entre la grille de contrôle et la cathode, et la gigue peut être améliorée par dopage du substrat déclencheur et la modification des structures de déclenchement. Les sprytrons peuvent se dégrader en cas de stockage, par dégazage de leurs composants, par diffusion de gaz (en particulier hydrogène) à travers les composants métalliques, ou par fuites de gaz à travers les joints. Par exemple, un tube fabriqué avec une pression interne de 0,001 Pa présentera des claquages spontanés lorsque la pression à l'intérieur atteindra 1 Pa. Des essais accélérés de durée de conservation peuvent être réalisée par stockage sous pression en augmentation constante, avec l'ajout éventuel d'hélium pour des tests de fuite, ou par augmentation de la température de stockage (150 °C) pour des tests de dégazage. Les sprytrons peuvent être miniaturisés et durcis.
Les sprytrons peuvent également être déclenchés par impulsion laser. En 1999, l'énergie de l'impulsion laser nécessaire pour déclencher un sprytron a été réduite à 10 microjoules.
Les sprytrons sont généralement fabriqués à partir de composants robustes en métal ou en céramique. Ils ont généralement une faible inductance (10 nanohenrys) et une faible résistance électrique sous tension (de 10 à 30 milliohms). Après le déclenchement, juste avant que le sprytron ne commute totalement en mode cascade, il devient brièvement légèrement conducteur (de 100 à 200 ampères). Les transistors MOSFET à haute puissance fonctionnant en cascade présentent un comportement similaire. Des modèles SPICE pour sprytrons sont disponibles.

## Dans la culture populaire
Un krytron est le MacGuffin du film Frantic de Roman Polanski (1988).
Un krytron, appelé improprement « kryton », tient un rôle important dans le roman de Tom Clancy La Somme de toutes les peurs, consacré au terrorisme nucléaire.
Un krytron apparaît dans l'épisode 14 de la saison 3 de la série Person of Interest.
Dans l'épisode Kill Ari, partie 2 de la saison 3 de NCIS, Ari, un ancien agent du Mossad, s'est procuré un krytron ; ce qui motive une opération israélienne. Le krytron est improprement nommé « kryton ».

### Sources
- (en) catalogue de composants électroniques EG&G, 1994.
- Documentation de seconde source CBS/Hytron :
  - "Krytron Trigger Tubes", fiches E-337, E-337A-1 et E-337A-2
  - (en) "7229 Cold-Cathode Trigger Tube", fiche E287B
  - (en) "7230 Reliable Cold-Cathode Trigger Tube", fiche E287C
  - (en) "7231 Subminiature Cold-Cathode Trigger Tube", fiche E287D
  - (en) "7232 Reliable Subminiature Cold-Cathode Trigger Tube", fiche E287E